# Alexander Fölker
Alexander Fölker, romunski rokometaš, * 28. januar 1956, Orşova.
Leta 1976 je na poletnih olimpijskih igrah v Montrealu v sestavi romunske rokometne reprezentance osvojil srebrno olimpijsko medaljo, čez štiri leta še bronasto medaljo; leta 1980 je ponovno osvojil bronasto medaljo.